# レキットベンキーザー
レキットベンキーザー（英: Reckitt Benckiser）は、イギリス・ロンドン郊外のバークシャー州・スラウに本社を置く、トイレタリー分野を中心とした日用品・医薬品・食品メーカー。レキットベンキーザー・グループ（英: Reckitt Benckiser Group plc）として、ロンドン証券取引所に上場している（LSE: RKT）。

## 歴史
1999年12月に、イギリスを拠点とするレキット＆コールマン社 (Reckitt & Colman plc) と、オランダを拠点とするベンキーザー社 (Benckiser NV.) が合併して発足した。世界約60ヵ国に事業所を置き、200か国以上で製品を販売している。
レキット＆コールマン社は、1840年にIsaac Reckittがキングストン・アポン・ハルで創業した。1886年に最初の海外事業所をオーストラリアで開業し、1888年にロンドン証券取引所に株式上場した。1938年にマスタードの製造で知られたノリッジのJ. & J. Colman社と合併して社名をReckitt & Colman Ltd.に変更し、1994年にヘルスケア企業のSterling Drugを買収するなど事業拡大を続けたが、コールマンの食料品部門は1995年に売却している。ベンキーザー社は、1822年にJohann A. Benckiserがドイツで工業製品と消費財の生産で創業し、1997年に株式上場した。
1999年に両社が合併してレキットベンキーザーが発足し、サプライチェーンを再編して成長した。2005年にブーツから鎮痛剤のNurofen、のど飴のStrepsils、面皰治療薬のクレアラシル、それぞれの製造権を得た。2010年にSSL InternationalからDurexの製造権を得た。
セーブ・ザ・チルドレンの有力スポンサーの一つとして知られている。

## 日本法人

### 概要
設立当初はエステー化学と販売提携して、脱毛剤『ヴィート』と食器洗い機用洗剤『フィニッシュ』の輸入販売を主としていたが、親会社の同業他社買収などで業容を拡大した。
世界各国のレキットベンキーザー社は、漂白剤、住居用洗剤、殺虫剤などトイレタリー製品のほかに、のど飴や胃腸薬などOTC医薬品も販売するが、日本市場では後発企業として『ドクター・ショール』や『薬用せっけんミューズ』など他社から買収したブランドを中心として、商品点数が絞られている。
現在はノエビアホールディングスの子会社であるボナンザに販売を委託する『クレアラシル』を除き、当社による直販体制となっている。

### 沿革
- 2000年7月 - 日本法人設立。
- 2006年 - ブーツ・ヘルスケアから、ニキビ用の医薬品・医薬部外品のブランド「クレアラシル」の事業を買収、日本での発売元となる。
- 2007年 - 親会社のレキットベンキーザーplcが、アース製薬と業務提携する。アース製薬は、レキットベンキーザー社が世界で展開するハウスホールド製品の日本における包括的独占販売契約を締結した[7]。
- 2008年5月 - 米国P&G（ザ・プロクター・アンド・ギャンブル・カンパニー）が日本で展開する薬用石鹸「ミューズ」の事業承継を合意する[注釈 2]。
- 2008年9月1日 - 薬用石鹸「ミューズ」の販売委託先をアース製薬に変更し、製造はレキットベンキーザーの自社生産へ移行する。
- 2008年10月31日 - 日本国内における自動食器洗い機専用洗剤「フィニッシュ」、エステー化学（現エステー）との販売業務提携を解消[注釈 3][8]。
- 2008年11月1日 - 自動食器洗い機専用洗剤「フィニッシュ」の日本国内販売元がアース製薬となる。
- 2010年3月8日 - 世界60か国で発売されている芳香消臭剤「エアーウィック」を発売する。「エアーウィック アイモーション」が主力商品[注釈 4]。
- 2010年6月29日 - 英国レキットベンキーザーplcがSSLインターナショナルを買収したことで、当社はSSLインターナショナルの日本法人であるエスエスエルヘルスケアジャパンを買収した。
- 2014年2月10日 - 本社所在地を港区芝浦から品川区東五反田に移転し、大井オフィス[注釈 5]と機能を統合する。
- 2019年12月31日 - 当社の関連企業であるレキットベンキーザー・アジアパシフィック・リミテッドとアース製薬との間で締結していた日本国内での販売における業務提携を契約満了に伴い解消[9]。翌2020年1月1日より「フィニッシュ」と「ミューズ」を当社による直販体制へ移行。

### 日本で展開しているブランド
| ブランド           | 英字         | 発売元                                              | 開発国・開発者                     | 製品内容                             |
| ------------------ | ------------ | --------------------------------------------------- | ---------------------------------- | ------------------------------------ |
| ヴィート           | Veet         |                                                     | Hannibal Pharmaceutical Company    | 女性用除毛・脱毛剤                   |
| クレアラシル       | Clearasil    | ボナンザ                                            | アイヴァン・コーム                 | ニキビ治療薬、ニキビ用の薬用化粧品   |
| ミューズ           |              | 一時アース製薬より発売                              | ミツワ石鹸                         | 薬用石鹸                             |
| フィニッシュ       |              | 一時エステー化学（現・エステー）→アース製薬より発売 |                                    | 自動食器洗い機専用洗剤               |
| エアーウィック     | Air Wick     | アース製薬                                          | エアーウィックカンパニー           | 芳香消臭剤                           |
| ドクター・ショール | Dr. Scholl's | 一時興和（繊維販売部門）が輸入発売                  | ロンドンインターナショナルグループ | フットケア用品、女性向けの手袋・靴下 |
| デュレックス       | Durex        |                                                     | SSLインターナショナル              | コンドーム                           |